# Deni (sztangista)
Deni (ur. 26 lipca 1989 w Bogorze) – indonezyjski sztangista, olimpijczyk z Londynu 2012, Rio de Janeiro 2016 i z Tokio 2020.

## Udział w zawodach międzynarodowych
| Impreza              | Rok  | Miejsce        | Kategoria | Wynik  | Wynik   |
| Impreza              | Rok  | Miejsce        | Kategoria | Dwubój | Miejsce |
| -------------------- | ---- | -------------- | --------- | ------ | ------- |
| Igrzyska olimpijskie | 2012 | Londyn         | do 69 kg  | 311    | 9.      |
| Igrzyska olimpijskie | 2016 | Rio de Janeiro | do 77 kg  | 323    | 12.     |
| Igrzyska olimpijskie | 2020 | Tokio          | do 67 kg  | 301    | 9.      |
| Mistrzostwa świata   | 2011 | Paryż          | do 69 kg  | 311    | 16.     |
| Mistrzostwa świata   | 2014 | Ałmaty         | do 69 kg  | 313    | 12.     |
| Mistrzostwa świata   | 2015 | Houston        | do 69 kg  | 312    | 16.     |
| Mistrzostwa świata   | 2018 | Aszchabad      | do 67 kg  | 310    | 8.      |
| Mistrzostwa świata   | 2019 | Pattaya        | do 67 kg  | 312    | 12.     |
| Mistrzostwa Azji     | 2019 | Ningbo         | do 67 kg  | 307    | 6.      |